# Епархия Джексона

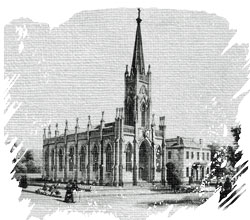
Сокафедральный собор Пресвятой Девы Марии бывшей епархии Натчеза, Натчез, США

Епархия Джексона (лат. Dioecesis Jacksoniensis) — епархия Римско-Католической церкви с центром в городе Джексон, штат Миссисипи, США. Епархия Джексона входит в митрополию Мобила. Кафедральным собором епархии Джексона является Собор святого Петра.

## История
18 июля 1826 года Римский папа Лев XII издал бреве Inter multiplices, которым учредил Апостольский викариат Миссисипи, выделив его из епархии Луизианы и епархии Флориды (сегодня — Архиепархия Нового Орлеана). 
28 июля 1837 года Римский папа Григорий XVI издал бреве Universi Dominici, которым преобразовал Апостольский викариат Миссисипи в епархию Натчеза. 19 июля 1850 года епархия Натчеза вступила в митрополию Нового Орлеана.
18 декабря 1956 года епархия Натчеса была переименована в епархию Натчеса-Джексона. 1 марта 1977 года епархия Натчеса-Джексона передала часть своей территории новой епархии Билокси и была переименована в епархию Джексона.

## Ординарии епархии
- епископ Луи-Гийом-Валентен Дюбур[англ.], P.S.S. (19.08.1825 — 13.08.1826) — назначен епископом Монтобана
- епископ Джон Мэри Джозеф Бенедикт Шанке[англ.], P.S.S. (15.12.1840 — 22.07.1852)
- епископ Джеймс Оливер Ван де Вельде[англ.], S.J. (29.07.1853 — 13.11.1855)
- епископ Уильям Генри Элдер[англ.] (09.01.1857 — 30.01.1880) — назначен архиепископом-коадъютором, позднее архиепископом Цинциннати
- епископ Фрэнсис Август Энтони Джозеф Янссенс[англ.] (07.04.1881 — 07.08.1888) — назначен архиепископом Нового Орлеана
- епископ Томас Хеслин[англ.] (29.03.1889 — 22.02.1911)
- епископ Джон Эдвард Гунн[англ.], S.M. (29.06.1911 — 19.02.1924)
- епископ Ричард Оливер Джероу[англ.] (25.06.1924 — 02.12.1967)
- епископ Джозеф Бернард Брунини[англ.] (02.12.1967 — 24.01.1984)
- епископ Уильям Рассел Хоук[англ.] (11.04.1984 — 03.01.2003)
- епископ Джозеф Нунцио Латино[англ.] (03.01.2003 — 12.12.2013)
- епископ Джозеф Ричард Копач[англ.] (с 12.12.2013)

## Источник
- Annuario Pontificio, Libreria Editrice Vaticana, Città del Vaticano, 2003, ISBN 88-209-7422-3
- Бреве Inter multiplices, Bullarium pontificium Sacrae congregationis de propaganda fide, т. V, Romae, 1841, стр. 20  (лат.)
- Бреве Universi Dominici Gregis, Bullarium pontificium Sacrae congregationis de propaganda fide, т. V, Romae, 1841, стр. 161  (лат.)